# Marija Nikolajewna Wernadskaja

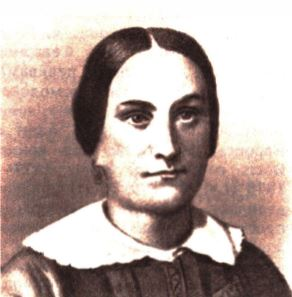
Marija Nikolajewna Wernadskaja

Marija Nikolajewna Wernadskaja, geboren Marija Nikolajewna Schigajewa, (russisch Мария Николаевна Вернадская, урожд. Мария Николаевна Шигаева; * 27. Dezember 1831jul. / 8. Januar 1832greg. in St. Petersburg; † 12. Oktoberjul. / 24. Oktober 1860greg. in Heidelberg) war die erste russische Politökonomin.

## Leben
Wernadskaja hatte eine gute häusliche Erziehung erhalten. Ihr adliger Vater war der erste Übersetzer der Erzählung Die Verlobte Walter Scotts ins Russische. Sie heiratete 1850 den Politökonomen Iwan Wernadski (1821–1884).
Neben ihren häuslichen Pflichten und der Erziehung ihres einzigen Sohnes studierte Wernadskaja in St. Petersburg unter dem Einfluss ihres Mannes die Wirtschaftswissenschaften und insbesondere die Politökonomie. Mit ihrem Rat und ihrer Unterstützung übernahm ihr Mann 1857 die Herausgabe der wöchentlichen Wirtschaftszeitschrift Ekonomitscheski Ukasatel. Darin veröffentlichte sie ohne Namensnennung eine Reihe von Aufsätzen, die bei den Lesern und auch bei Wladimir Stassow eine hohe Aufmerksamkeit erregten. Als eine der Ersten schrieb sie über die Frauenarbeit, und sie kritisierte die Verachtung der Arbeit durch den Adel. Entsprechend dem Manchesterliberalismus setzte sie sich für die freie wirtschaftliche Betätigung ein mit Arbeitstellung und freiem Zugang zur Bildung. Ihre gesammelten Werke wurden nach ihrem Tod 1862 von ihrem Mann veröffentlicht. Sie übersetzte Jane Marcets John Hopkins’s Notions of Political Economy und Joseph Clément Garniers Traité des finances ins Russische.
Wernadskaja starb an Tuberkulose am 24. Oktober 1860 in Heidelberg und wurde in St. Petersburg auf dem Mitrofanijewski-Friedhof begraben.